# یواس‌اس تاکسووی (اس‌پی-۷۴۳)
یواس‌اس تاکسووی (اس‌پی-۷۴۳) (به انگلیسی: USS Toxaway (SP-743)) یک کشتی بود که طول آن ۵۲ فوت (۱۶ متر) بود. این کشتی در سال ۱۹۱۷ ساخته شد.